# عامل مرافق (كيمياء حيوية)

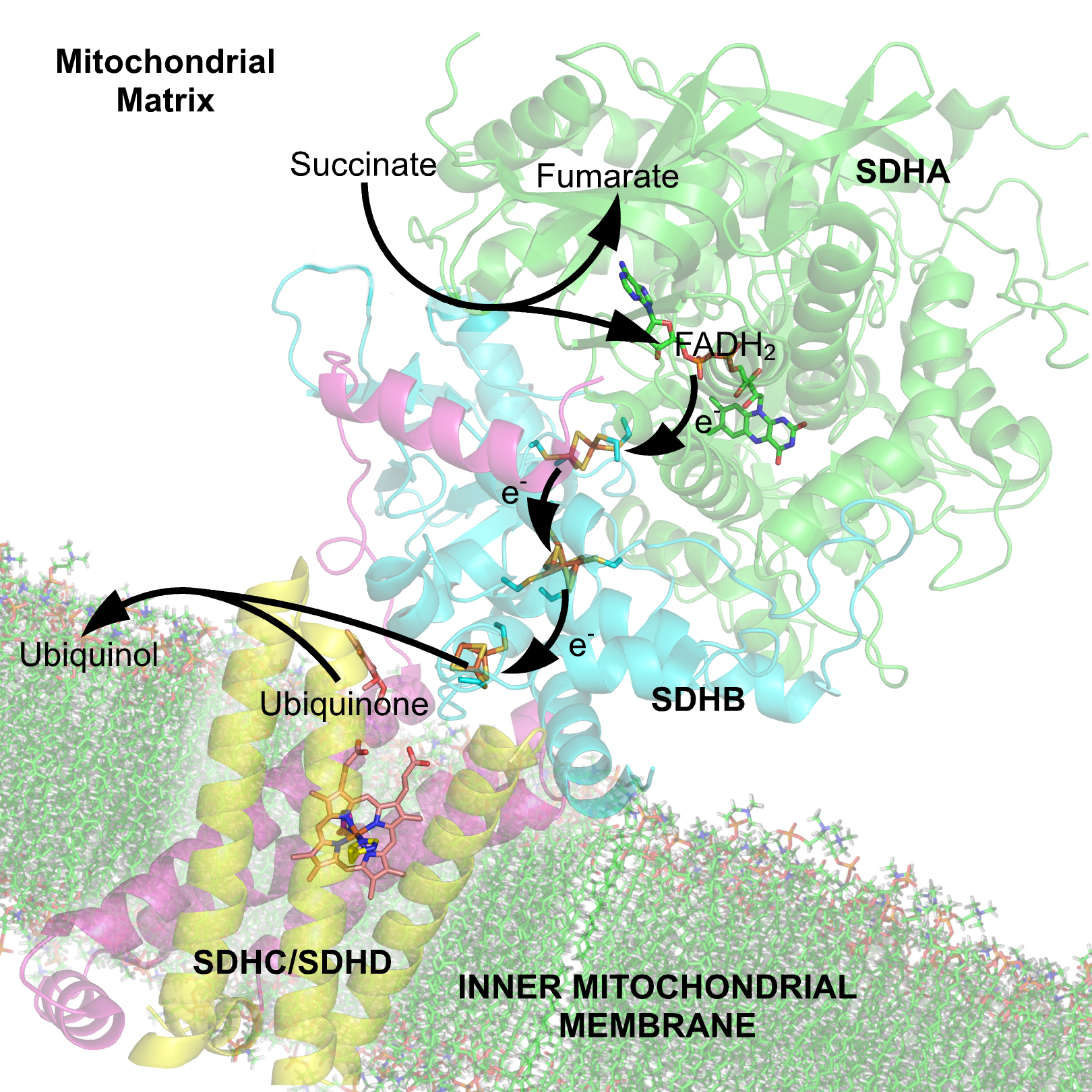
معقد إنزيم السكسينيت ديهيدروجينيز يظهر عدة عوامل مرافقة بما يشمل الفلافين، مركز الحديد-بريت، والهيم.

العامل المرافق أو تميم العامل أو العامل التميمي هو مركبات غير بروتينية ضرورية للنشاط البيولوجي للبروتينات. وهذه البروتينات هي عادة إنزيمات.  والعوامل المرافقة يمكن اعتبارها «جزيئات مساعدة» تساعد في التحولات الكيميائية الحيوية.
العوامل المرافقة يمكن تصنيفها اعتمادا على مدى إحكام ارتباطها بالإنزيم حيث أن العوامل المرافقة المرتبطة بطريقة رخوة وبحرية تسمى مرافقات إنزيمية أما العوامل المرافقة المرتبطة بإحكام بالإنزيم تسمى بالمجموعات محكمة الارتباط (بالإنجليزية: prosthetic groups)‏ أو المجموعات المحكمة اختصارا. بعض المصادر والمراجع تقيد استعمال المصطلح «عامل مرافق'» فقط مع المواد غير العضوية. أي إنزيم غير فعال بدون عامل مرافق يسمى إنزيم خالص أو صميم الإنزيم (بالإنجليزية: apoenzym)‏ بينما الإنزيم الكامل مع العامل المرافق يسمى إنزيم وظيفي (بالإنجليزية: holoenzyme)‏ أو هولوإنزيم.
بعض الإنزيمات أو المعقدات الإنزيمية تحتاج عدة عوامل مرافقة.على سبيل المثال، المعقد متعدد الإنزيمات المسمى بيروفيت ديهيدروجينيز الموجود عند حلقة الوصل بين التحلل السكري وحلقة كربس يحتاج إلى خمسة عوامل مرافقة وإلى أيون معدني وهي: الثيامين بايروفسفات الذي يرتبط بطريقة غير محكمة بالإنزيم، والأميد الدهني الذي يرتبط تساهميا بالإنزيم، والفلافين أدينين ثنائي النيوكليوتيد (FAD)، والثنائي نوكليوتيد الأدنين وأميد النيكوتين (+NAD)، ومرافق الإنزيم-أ (CoA)، والأيون المعدني (2+Mg).
العوامل المرافقة هي غالبا فيتامينات أو يتم تكوينها من الفيتامينات. العديد من المركبات تحتوي نيوكليوتيد الأدينوسين أحادي الفسفات كجزء من بنيتها ومن الأمثلة على هذه المركبات الأدينوسين ثلاثي الفسفات وثنائي نيوكليوتيد الفلافين والأدينين وثنائي نوكليوتيد الأدنين وأميد النيكوتين.وهذا التركيب الشائع يعكس أصلا تطوريا مشتركا كجزء من إنزيمات الحمض النووي الريبوزي في عالم الحمض النووي الريبوزي القديم.لقد كان مقترحا أن جزء الأدينوسين أحادي الفسفات للجزيء يمكن أن يعتبر كمقبض أو كذراع يستطيع الإنزيم بوساطته أن يقبض ويمسك بالمرافق الإنزيمي ليبدله وينقله بين المراكز التحفيزية (بالإنجليزية: catalytic centers)‏ أو مراكز التحفيز المختلفة.

## التصنيف
العوامل المرافقة يمكن أن تقسم إلى مجموعتين رئيسيتين واسعتين هما: العوامل المرافقة العضوية كالفلافين أو الهيم والعوامل المرافقة غير العضوية كالأيونات المعدنية Mg2+، Cu+، Mn+2 وعناقيد الحديد-كبريت.
العوامل المرافقة العضوية تقسم أحيانا إلى مرافقات إنزيمية ومجموعات محكمة الارتباط. مصطلح المرافق الإنزيمي يطلق بشكل مخصص على الإنزيم وكذلك على الخصائص الوظيفية للبروتين. من جانب آخر، يركز مصطلح المجموعة محكمة الارتباط على طبيعة ارتباط العامل المرافق بالبروتين (ارتباط محكم وقوي أو تساهمي)، ولذلك فهو يشير إلى صفة تركيبيية بنيوية. المصادر المختلفة تعطي تعريفات مختلفة بشكل بسيط لمفاهيم كل من المرافقات الإنزيمية والعومل المرافقة والمجموعات محكمة الارتباط. فالبعض يعتبر الجزيئات العضوية التي ترتبط باحكام أنها عوامل محكمة الارتباط وليست مرافقات إنزيمية، في حين أن آخرين يعرفون كل مركب عضوي غير بروتيني يحتاجه الإنزيم للقيام بنشاطاته على أنه مرافق إنزيمي، ويصنفون تلك الجزيئات التي ترتبط بإحكام على أنها مرافقات إنزيمية محكمة الارتباط. ويجب أن يلاحظ أن هذه المصطلحات تستخدم غالبا على نحو طليق وبشكل حر بلا قيود تجبر على استعمالها بشكل مخصص ومحدد.
وفي عام 1979 صدرت رسالة حول التوجهات في العلوم الكيميائية الحيوية أشارت إلى الإلباس الحاصل في المواد المطبوعة والتمييز الاعتباطي والكيفي بشكل أساسي في التفريق بين المجموعات محكمة الارتباط والمرافقات الإنزيمية واقترحت النظام التالي. حيث جاء فيه أن تعريف العامل المرافق هو مادة إضافية بصرف النظر عن البروتين والركيزة اللذين يحتاجهما الإنزيم للقيام بنشاطه وعرف المجموعة المحكمة الارتباط بأنها مادة تقضي كل دورتها التحفيزية وهي مرتبطة بجزيء إنزيم واحد. لكن على الرغم من ذلك، لم يستطع مؤلفها أن يصل لتعريف منفرد للمرافق الإنزيمي يكون محيطا بالموضوع أو إلى مصطلح يستوعب جميع جوانب المسألة واقترح أن هذا المفهوم متروك من الاستعمال في صناعة الأدب والمواد المطبوعة.

## عوامل مرافقة غير عضوية

### الأيونات المعدنية
تعتبر الأيونات المعدنية عوامل مرافقة شائعة. وتقع دراسة هذا النوع من العوامل المرافقة ضمن مجال الكيمياء الحيوية غير العضوية.في التغذية، تعكس قائمة العناصر الزهيدة دورها كعوامل مرافقة. وعند البشر، تشمل هذه القائمة عادة عناصر كالحديد، والمغنيسيوم، والمنغنيز، والكوبلت، والخارصين، والموليبدنوم. وبالرغم من أن نقص الكروم يسبب اختلال تحمل الجلوكوز، إلا أنه لم يتم تحديد أن هناك إنزيم بشري يستخدم هذا المعدن كعامل مرافق. اليود هو عنصر زهيد أساسي أيضا، إلا أن هذا العنصر يستخدم كجزء من بنية الهرمونات الدرقية أكثر من كونه عامل مرافق للإنزيم. الكالسيوم هو حالة خاصة أخرى، حيث أنه عنصر يحتاج إليه كمكون لغذاء الإنسان، وهو ضروري لإحداث النشاط والفعالية الكاملة للعديد من الإنزيمات كحمض النتريك سينثاز والفوسفاتاز والأدينيليت كاينيز، حيث أن الكالسيوم ينشط هذه الإنزيمات عن طريق التنظيم غير النشط (التفارغي)، غالبا عن طريق الارتباط بهذه الإنزيمات بوساطة مركب معقد مع الكالموديولين.

## روابط خارجية
- Enzyme+cofactors في المكتبة الوطنية الأمريكية للطب نظام فهرسة المواضيع الطبية (MeSH).